# Osiekowo
Osiekowo – wieś w Polsce położona w województwie warmińsko-mazurskim, w powiecie ostródzkim, w gminie Dąbrówno.
W latach 1975–1998 miejscowość administracyjnie należała do województwa olsztyńskiego.
We wsi znajduje się cmentarz wojenny, na którym spoczywa 302 żołnierzy niemieckich i 103 żołnierzy rosyjskich, poległych 26 sierpnia 1914 r. w walkach toczących się w pobliżu wsi.

## Osoby związane z Osiekowem
- Siostra M. Brunona (właściwe Anastazja Szulwic) ze Zgromadzenia Sióstr Najświętszej Rodziny z Nazaretu (ur. 7 listopada 1898 w Osiekowie, zm. 10 września 1979 w Enfield w Wielkiej Brytanii). Współtworzyła żeńską szkołę (ang. The Holy Family of Nazareth Convent School) prowadzoną przez Zgromadzenie Sióstr Nazaretanek w latach 1947–1984 w Pitsford Hall w Anglii, w hrabstwie Northamptonshire. Uczęszczały do niej głównie dzieci polskich emigrantów.